# Dobfék

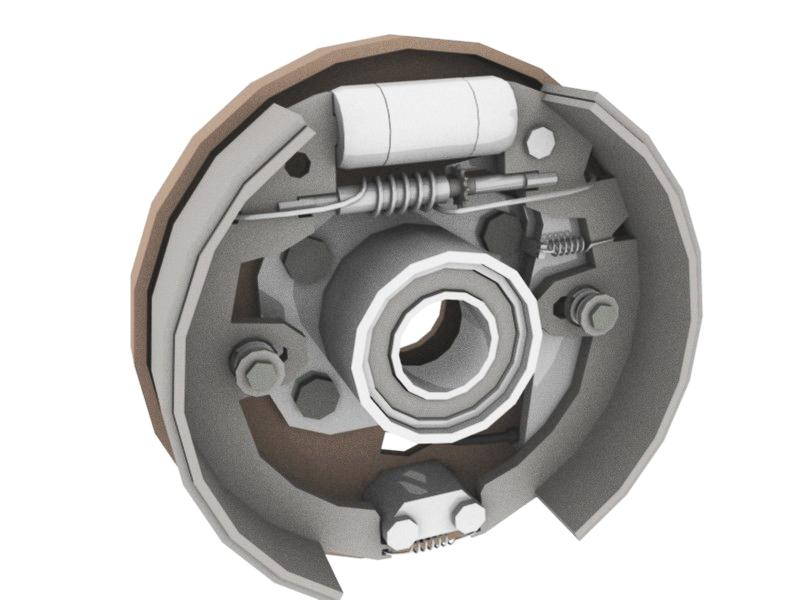
Gépjármű dobfék felépítése

A dobfék a gépjárművek kerekeire szerelt fékdobok sima felületére, dörzsbetéttel burkolt fékpofák feszítésével való hatás elérése.
A gépjárművek fékszerkezeteinek feladatai:
- lassításkor, lejtőn lefelé menet a jármű fékezése – mozgási energia súrlódási energiává (hővé), nyomási energiává (motorfék) alakítása,
- megálláskor, álló helyzetben a jármű rögzítése.

A fékezés kinematikája: a jármű kinematikai (mozgási) energiájának átalakítása súrlódás révén hővé.

## A fékfajták csoportosítása
A súrlódó elem szerint:
- dobfék
- tárcsafék
- szalagfék

Működtetés szerint:
- mechanikus
- hidraulikus
- pneumatikus (légfék)

## A dobfék működése
A fékdob együtt forog a kerékkel, a fékpofák álló tárcsára vannak szerelve. A fék munkahenger olajnyomása a fékpofákat nekifeszíti a fékdobnak és a keletkező súrlódó erő fékezi azt. A fékdobokat általában öntik; készülhetnek kettős fémöntéssel alumínium-ötvözetből öntöttvas gyűrűvel. Öntvények anyagaként gömbgrafitos öntöttvasat vagy temperöntvényt alkalmaznak. A hűtőbordával rendelkezők nagyobb szilárdságúak és jobb hőelvezetők.
A fékpofák acéllemezből sajtolással és hegesztéssel, illetve alumíniumötvözetből öntéssel készülnek.
A súrlódóbetétek műanyagból /pl. duroplaszt/, acél-sárgaréz fémszálakból, vagy grafit-cellulózból készülnek. Rögzítésük a fékpofához szegecseléssel (sárgaréz, alumínium, vörösréz), vagy ragasztással történik.
A dobfék előnye: a zárt térben elhelyezkedő fékpofák szennyeződése, kopása kicsi ezért hosszabb élettartamúak. Hátránya: a zárt tér miatt rossz a hűtés, ezért korlátozott a terhelhetősége.
Alkalmazása: haszongépjárműveken, személykocsik hátulsó tengelyén.
Üzemi nyomása: 25-50 bar
A dobfék típusai:
- szimplex → egy munkahenger két dugattyúval
- duplex → két munkahenger egy-egy dugattyúval
- duo-duplex → két munkahenger két-két dugattyúval

### Mechanikus fékrendszerek
Mechanikus fékrendszereknél a fékdobban elhelyezett fékpofákat rudazat vagy drótkötél mechanikus úton feszíti szét. A fékpedál lenyomásakor a fékkulcs a fékrúdon és a fékkaron keresztül elmozdul és a fékpofákat szétfeszíti. A fékpedál visszaengedésével a rugó a fékkulcsot, illetve a fékpedált visszahúzza, ezzel a fékhatás megszűnik. Az ismertetett fékberendezést egyszerűsége és megbízhatósága miatt a mai motorkerékpároknál is alkalmazzák.
A gépkocsiknál a nehézséget az okozza, hogy a négy fékberendezésnek egyenlő hatással kell működnie. Emellett a kerekek - a rugózás miatt - lengő mozgást végeznek, s ez a rudazat működését, esetleg a rudazat elmozdulásának hosszát a lengés mértékében károsan befolyásolja. További nehézség a fékberendezések kopása, a rudak vagy a drótkötelek nyúlása, deformálódása, mely miatt a fékberendezés beállítása állandóan változik. E hátrányos tulajdonságok miatt ma már csak rögzítőfékként használják.

## Külső hivatkozások
- https://web.archive.org/web/20070129055216/http://www.mvk.tsf.hu/oktatas/Erogep/EROGEPEK_ea11.pdf
- https://www.google.hu/search?q=dobf%C3%A9k&hl=hu&lr=lang_hu&client=firefox-a&channel=s&rls=org.mozilla:hu:official&hs=Ywe&start=10&sa=N